# Саулите, Мара
Мара Саулите (латыш. Māra Saulīte; 3 сентября 1942, Рига — 3 сентября 2020, Рига) — советская и латвийская метательница копья.

## Биография
Родилась 3 сентября 1942 в Риге. Тренировалась под руководством тренера Валентина Маззалитиса. В 1963 году становится чемпионкой Латвийской ССР. В 1969 году на соревнованиях в Польше побила рекорд олимпийской чемпионки Инесе Яунземе с результатом 56,28 м. В 1970 году победила на Чемпионате СССР по лёгкой атлетике с результатом 56,34 м., а также заняла первое место на матче СССР — США по лёгкой атлетике.
В 1970 году на соревнованиях в Огре установила новый рекорд — 56,74 метра. В этом же году заняла третье место на Кубке Европы по лёгкой атлетике в Будапеште. В 1971 году установила свой персональный рекорд с результатом в 57,28 м.
После ухода из большого спорта Мара работала в медицинской сфере, была медсестрой.
Скончалась 3 сентября 2020 в Риге.